# Лук'янівське цивільне кладовище (путівник)
«Лук'янівське цивільне кладовище» — книга-путівник по Лук'янівському цивільному кладовищу. Автори Л. Проценко, Ю. Костенко. Виданий у 1998 році, перевиданий у 2001 році.
У путівнику коротко висвітлено історію кладовища, а також наведено біографічні дані про найвідоміших діячів науки й культури, громадських діячів, духівництва загалом, представників української еліти, що поховані на цьому некрополі.
Авторами проведено кропітку дослідницьку роботу в архівах Києва, Москви, Санкт-Петербурга, а також у сімейних архівах родичів осіб, похованих на даному цвинтарі. Тим не менш у путівнику зустрічається велика кількість помилок.
До путівника включені короткі біографічні відомості лише про невелику частину похованих на кладовищі осіб. Огляд поховань подано за ділянками, починаючи з непарних і закінчуючи першою парною біля входу, тобто маршрут ознайомлення з кладовищем організований по колу.